# 汉阳郡 (446年)
汉阳郡，中国北魏时设置的郡。
魏太武帝太平真君七年（446年），分天水郡置汉阳郡，属于秦州。领二县：阳廉县、阶陵县。太平真君八年（447年）置黄瓜县。西魏、北周沿置，北周时属秦州，下辖黄瓜县一县。隋文帝开皇三年（583年）废汉阳郡，黄瓜县直属秦州，黄瓜县改为冀城县（今甘肃省甘谷县）。